# 丁卯胡乱
丁卯胡乱（ていぼうこらん）は、1627年に後金のホンタイジ（太宗）が李氏朝鮮に侵攻した戦役の朝鮮での呼び名である。また、この戦いに続いて1636年には丙子胡乱が起こっている。

## 背景
李氏朝鮮は1619年のサルフの戦いで1万人の援軍を明に送ったが、朝鮮の将軍であった姜弘立は後金のヌルハチに降伏した。姜弘立は、「朝鮮は後金に対して戦う意志はなく、明の要請によって援軍を送ったのだ」と弁明し、ヌルハチもヌルハチの子であったダイシャンも朝鮮への侵攻には興味を持っていなかったので、後金はヌルハチの死まで朝鮮へ侵攻することはなかった。
ところが、朝鮮で1623年に西人派のクーデターが起こり、それまで明と後金の両者に対し中立的な外交政策をとっていた光海君が廃位されて、仁祖が即位した（仁祖反正）。西人派は後金との交易を停止するなど反後金親明的な政策を取り、後金をひどくいらだたせるようになる。また明の遊撃部隊の指揮官であった毛文龍が、朝鮮半島において後金に対しゲリラ的な戦闘を行うようになった。
最初の後金による侵攻のきっかけは、1624年の仁祖に対する李适（イ・クァル）の反乱（李适の乱）による。李适は前年のクーデターの首謀者の一人であったが、その論功行賞に不満を持ち、平安道で反乱を起こした。この反乱はすぐ沈器遠（シム・キウォン）に鎮圧されたが、後金に逃げ込んだ反逆者の一部に韓明璉（ハン・ミョンニョン）の子の韓潤（ハン・ユン）と従子の韓澤（ハン・テク）がおり、ホンタイジに朝鮮を攻めるよう進言し、これが大義名分となった。

## 戦争
1627年、ホンタイジはアミン（阿敏）・ジルガラン（済爾哈朗）・アジゲ（阿済格）・ヨト（岳託）・ショト（碩託）らの率いる3万の軍勢を、姜弘立ら朝鮮人の同行の下に朝鮮へ派遣した。朝鮮軍は後金軍に対して何の備えもしておらず、文禄・慶長の役による被害からも立ち直っていなかった。後金軍は朝鮮領内に侵攻し、その途上で毛文龍の軍も破ったが、毛文龍を捕らえることは出来なかった。後金軍が漢城に到達すると、仁祖は江華島に逃亡した。
こうした状況で、後金は朝鮮に和平交渉を申し入れた。自国の防衛が手薄になることをホンタイジが気にかけていたのが要因と考えられている。朝鮮側では、反後金派による抗戦論もあったが、結局この和議はすぐに受け入れられた。
以下の声明は、江華島で合意された内容である。
- 後金を兄、朝鮮を弟とする兄弟国としての盟約であること。
- 朝鮮は明の年号「天啓」を使わないこと。
- 朝鮮は朝鮮の王子の代わりに、王族の李玖（イ・グ）を人質として差し出すこと。
- 後金と朝鮮は、今後互いの領土を侵害しないこと。

この交渉中、ホンタイジがアミンに和議の署名をするよう命じる前に、アミンの軍は平壌で数日間略奪を行っている。この和議は後金にとって有利な内容であり、侵攻開始から4カ月で後金軍は瀋陽に撤退した。

## 戦後
戦後の交渉は双方の国で進められた。後金は明との長期の戦闘によって経済的に疲弊しており、朝鮮に対して国境付近の義州と会寧に市場を開くことを要求した。朝鮮はワルカ部（瓦爾喀部）の野人女直を後金に返還した。
このように、後金は朝鮮に対して一方的に自国が有利になるような要求を押しつけたので、両者の関係は良いものにはならなかった。丁卯胡乱は、朝鮮にとって9年後の丙子胡乱ほど壊滅的なものではなかったが、「文禄・慶長の役で支援をしてくれた明を無下にするような和議を後金と結んだことは裏切り行為である」という非難の声が、当時の儒学者や儒教派の政治家から挙がった。
こうした感情は、1636年にホンタイジが皇帝に即位したことを認めるように要求してきた際に噴出する。この時、反後金派で占められていた朝鮮の政権はこの要求を断り、それによって同年の丙子胡乱を引き起こすことになる。